# Sogndal Fotball 2005
Questa voce raccoglie le informazioni riguardanti il Sogndal Fotball nelle competizioni ufficiali della stagione 2005.

## Rosa
| N. |                           | Ruolo | Calciatore         |
| -- | ------------------------- | ----- | ------------------ |
| 1  | Norvegia (bandiera)       | P     | Terje Skjeldestad  |
| 2  | Norvegia (bandiera)       | D     | Rune Eckhoff       |
| 2  | Norvegia (bandiera)       | A     | Steinar Tenden     |
| 3  | Norvegia (bandiera)       | D     | Ole Hjelmhaug      |
| 4  | Costa d'Avorio (bandiera) | D     | Raoul Kouakou      |
| 5  | Norvegia (bandiera)       | C     | Tommy Knarvik      |
| 6  | Svezia (bandiera)         | C     | Joel Cedergren     |
| 7  | Norvegia (bandiera)       | D     | Kurt Heggestad     |
| 8  | Norvegia (bandiera)       | A     | Håvard Flo         |
| 9  | Norvegia (bandiera)       | C     | Anders Stadheim    |
| 10 | Norvegia (bandiera)       | C     | Tommy Øren         |
| 11 | Norvegia (bandiera)       | A     | Kim-Rune Hellesund |
| 12 | Norvegia (bandiera)       | D     | Sigbjørn Langaas   |
| 14 | Norvegia (bandiera)       | C     | Kristian Ystaas    |
| 15 | Norvegia (bandiera)       | C     | Børre Steenslid    |

| N. |                           | Ruolo | Calciatore               |
| -- | ------------------------- | ----- | ------------------------ |
| 17 | Norvegia (bandiera)       | D     | Kjetil Holvik            |
| 17 | Norvegia (bandiera)       | C     | Øystein Vetti            |
| 18 | Norvegia (bandiera)       | C     | Rune Bolseth             |
| 19 | Norvegia (bandiera)       | C     | Alexander Breidvik       |
| 19 | Norvegia (bandiera)       | A     | Sindre Kjos-Wenjum       |
| 20 | Norvegia (bandiera)       | D     | Terje Flugheim           |
| 21 | Norvegia (bandiera)       | P     | Bjørge Øberg Fedje       |
| 22 | Norvegia (bandiera)       | D     | Kjetil Ruthford Pedersen |
| 23 | Norvegia (bandiera)       | A     | Mathias Eikenes          |
| 24 | Fær Øer (bandiera)        | D     | Atli Danielsen           |
| 25 | Norvegia (bandiera)       | A     | Kim Tangedal             |
| 27 | Norvegia (bandiera)       | C     | Torgeir Hoås             |
| 28 | Norvegia (bandiera)       | D     | Terje Kvam               |
| 28 | Costa d'Avorio (bandiera) | C     | Ahyee Aye Elvis          |